# 伊萬尼夫卡 (契卡洛夫斯凱市鎮)
49°37′50″N 36°54′4″E / 49.63056°N 36.90111°E
伊萬尼夫卡（烏克蘭語：Іванівка）是位於烏克蘭東部的村莊，由哈爾科夫州丘胡伊夫区的契卡洛夫斯凱市鎮負責管轄。該村處於沃夫奇亞爾河畔，始建於1921年，面積1.03平方公里，海拔高度150米，2001年人口999。